# حزب مائوئیست روسیه
حزب مائوئیست روسیه (به روسی: Российская маоистская партия, РМП) یک حزب سیاسی با مشی مارکسیستی–لنینیستی–مائوئیستی است که در کشور روسیه فعالیت می‌کند. این حزب در ۹ ژوئن ۲۰۰۰ تأسیس شده‌است.

## ایدئولوژی
حزب مائوئیست روسیه میراث حزب سوسیال دموکرات کارگری روسیه، حزب سوسیال دموکرات کارگری روسیه (بولشویک)، حزب کمونیست روسیه (بلشویک)، حزب کمونیست اتحاد شوروی (بلشویک) و حزب کمونیست اتحاد شوروی را تا سال ۱۹۵۳ پذیرفته‌است. این حزب همچنین میراث حزب کمونیست چین را نیز تا سال ۱۹۷۶ پذیرفته‌اند که حزب مائوئیست روسیه را به حزبی ضد تجدیدنظرطلب تبدیل کرده‌است.
حزب مائوئیست روسیه میراث حزب کمونیست اتحاد شوروی پس از ۱۹۵۳ و میراث حزب کمونیست چین را پس از ۱۹۷۶ رد می‌کند. این حزب رژیم‌های نیکیتا خروشچف و لئونید برژنف را به عنوان سوسیال امپریالیسم در نظر گرفته و یکی از زشت‌ترین نظام‌های اجتماعی توتالیتر در تاریخ جهان می‌داند و همچنین حکومت‌های بوریس یلتسین و ولادیمیر پوتین در روسیۀ پسا-شوروی را نیز تداوم آن می‌داند.
حزب مائوئیست روسیه قبلاً با جنبش انترناسیونالیستی مائوئیستی و هم‌اکنون نیز با همایش بین‌المللی احزاب و سازمان‌های مارکسیست–لنینیست (نشریه بین‌الملل) روابط برادرانه‌ای دارد. علاوه بر این حزب مائوئیست روسیه عضو کمیته هماهنگی بین‌المللی احزاب و سازمان‌های انقلابی (ایکور) به شمار می‌رود.